# Kraft Television Theatre
Kraft Television Theatre fue una serie dramática de televisión estadounidense emitida por la cadena NBC. Comenzó el 7 de mayo de 1947, siendo emitida a las 7:30 p. m. (hora del Este) los miércoles en la tarde hasta diciembre de ese año. En enero de 1948, se trasladó a las 9:00 p. m. de los miércoles, continuando en ese bloque horario hasta 1958. Inicialmente producido por la agencia de publicidad de J. Walter Thompson, el programa de una hora realizado en vivo se emitía con nuevas historias y personajes cada semana, siendo episodios unitarios. Además, se realizaron adptaciones de clásicos de la literatura, como por ejemplo Alicia en el país de las maravillas.
Al inicio de octubre de 1953, ABC agregó un programa aparte (también titulado Kraft Television Theatre), creado para promocionar el nuevo producto Cheez Whiz de la empresa Kraft Foods. Este programa se emitió por 16 meses, los jueves en la noche a las 21:30, hasta enero de 1955.

## Descripción
Considerado uno de los programas prestigiosos de la NBC, Kraft Television Theatre catapultó a la fama a varios actores, directores y dramaturgos, incluyendo a la actriz Hope Lange, que posteriormente ganaría un Premio Emmy y estaría nominada a un Premio Óscar.
Algunos de los actores que aparecieron en el programa fueron:
- James Broderick
- James Dean
- Janet De Gore
- Colleen Dewhurst
- Anne Francis
- Lee Grant
- Helen Hayes
- Jack Lemmon
- Grace Kelly
- Jack Klugman
- Cloris Leachman
- Elizabeth Montgomery
- John Newland
- Paul Newman
- Leslie Nielsen
- Anthony Perkins
- Lee Remick
- George C. Scott
- Rod Steiger
- Joanne Woodward

Los narradores del programa fueron Ed Herlihy (entre 1947 y 1955) y Charles Stark (en 1955).
Entre los directores del programa figuraron George Roy Hill, Fielder Cook y Sidney Lumet, y entre los dramaturgos estaban Rod Serling y J. P. Miller. Serling ganó un Premio Emmy por escribir el capítulo Patterns (1956), el episodio más recordado del programa. Fue tal el impacto de dicho episodio que se realizó una segunda presentación en vivo y posteriormente se desarrolló una versión fílmica, con el mismo título.
En abril de 1958, Kraft vendió los derechos a Talent Associates (perteneciente a David Susskind), la cual rebautizó el programa como Kraft Mystery Theatre. Bajo dicho título, el programa continuó hasta septiembre de 1958. Sin embargo, esta versión evolucionó hasta convertirse en la serie fílmica de 1963 denominada Kraft Suspense Theatre, la cual se concentraba exclusivamente en guiones escritos para televisión y no en adaptaciones.
Entre 1947 y 1958, Kraft Television Theatre presentó más de 650 comedias y dramas. La serie terminó en el puesto #14 de los Nielsen ratings por la temporada 1950–1951, #23 por la temporada 1951-1952 y #21 por la temporada 1953–1954.

## Estado de conservación
Se conservan extractos de varios episodios de 1947 y parte de un carrete de clips de televisión de 1947 en la Biblioteca del Congreso. Además, la Biblioteca del Congreso conserva una gran cantidad de episodios completos, incluidos cinco de 1948. El American Heritage Center de la Universidad de Wyoming contiene varios guiones de diversos episodios de los años 1947, 1948 y 1949.